# Time Does Not Heal
Time Does Not Heal četvrti je i konačni studijski album američkog thrash metal sastava Dark Angel. Album je 24. siječnja 1991. godine objavila diskografska kuća Combat Records.
Zbog čak 246 gitarskih rifova te iznimne kompleksnosti, Time Does Not Heal smatra se jednim od posljednjih klasičnih thrash metal albuma. Kritičari i obožavatelji album opisuju kao "progresivni thrash". Producirao ga je Terry Date, poznat po radu sa sastavima Pantera i Dream Theater.

## Popis pjesama
| 1.    | »Time Does Not Heal«         | Gene Hoglan, Brett Eriksen, Ron Rinehart | 6:40 |
| 2.    | »Pain's Invention, Madness«  | Hoglan, Eriksen                          | 7:44 |
| 3.    | »Act of Contrition«          | Hoglan, Eriksen                          | 6:10 |
| 4.    | »The New Priesthood«         | Hoglan, Eriksen                          | 7:15 |
| 5.    | »Psychosexuality«            | Hoglan, Eriksen                          | 8:56 |
| 6.    | »An Ancient Inherited Shame« | Hoglan, Rinehart                         | 9:16 |
| 7.    | »Trauma and Catharsis«       | Hoglan, Rinehart                         | 8:22 |
| 8.    | »Sensory Deprivation«        | Hoglan, Eriksen                          | 7:36 |
| 9.    | »A Subtle Induction«         | Hoglan, Eriksen, Rinehart                | 5:06 |
| 67:07 |                              |                                          |      |

## Osoblje
Dark Angel
- Ron Rinehart — vokali
- Eric Meyer — gitara
- Brett Eriksen — gitara
- Mike Gonzalez — bas-gitara
- Gene Hoglan — bubnjevi, ritam gitara

Ostalo osoblje
- Craig Nepp — inženjer zvuka
- Greg Brown — inženjer zvuka
- Howie Weinberg — mastering
- Scott Givens — izvršna produkcija
- Terry Date — produkcija, inženjer zvuka, miksanje
- Chip Simons — fotografija
- Ed Colver — fotografija